# Stimula (Mythologie)
Stimula oder Simila war eine italische Gottheit. In späterer Zeit wurde sie mit Semele identifiziert. Ovid erwähnt den Hain der Stimula in der Nähe der Tibermündung, in dem die wandernde Ino zusammen mit ihrem Sohn Melikertes ausonischen Mänaden begegnete. Hera stiftete die Mänaden an, über Ino herzufallen, doch auf deren Hilferufe hin erscheint der sich in der Nähe aufhaltende Herakles und vertreibt die Mänaden.
Im Bericht des Titus Livius über den Bacchanalienskandal erscheint der Hain der Simila als Ort der nächtlichen Orgien.